# Глінка (село)
Глі́нка (до 1948 року — Канги́л; крим. Qañğıl) — село Євпаторійського району Автономної Республіки Крим.
У 2023 році у проєкті Постанови Верховної Ради України «Про перейменування деяких населених пунктів Автономної Республіки Крим» село запропоновано перейменувати на Тюмен-Кангил.

## Населення
Згідно з переписом УРСР 1989 року чисельність наявного населення села становила 510 осіб, з яких 234 чоловіки та 276 жінок.
За переписом населення України 2001 року в селі мешкали 643 особи.

### Мова
Розподіл населення за рідною мовою за даними перепису 2001 року:
| Мова              | Відсоток |
| ----------------- | -------- |
| кримськотатарська | 49,69 %  |
| російська         | 27,62 %  |
| українська        | 17,90 %  |
| білоруська        | 2,47 %   |
| болгарська        | 0,15 %   |
| молдовська        | 0,15 %   |
| польська          | 0,15 %   |
| інші              | 1,87 %   |